# レオポルド・ガルチェリ
レオポルド・フォルトゥナート・ガルチェリ・カステッリ（Leopoldo Fortunato Galtieri Castelli, 1926年7月15日 - 2003年1月12日）は、アルゼンチンの軍人、大統領。
姓はガルティエリとも表記。
国内において軍事独裁政権（国家再編成プロセス）が推し進めた「汚い戦争」の当事者の一人で、1981年12月にロベルト・エドゥアルド・ビオラ将軍の後任として大統領に就任する。翌年にイギリスに対してフォークランド紛争を仕掛けたものの、敗北したことで失脚し、軍事政権崩壊の引き金を招いた。

## プロフィール

### 軍人時代

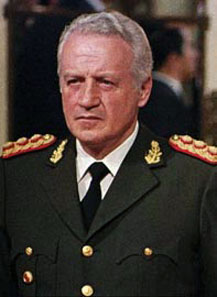
1981年当時のガルチェリ

イタリア系移民（イタリア系アルゼンチン人）の家に生まれ、17歳の時にアルゼンチン軍の士官学校に入学。その後パナマの米州学校で学んだ後、イサベル・ペロン政権崩壊後の政治的混乱の中で複数の軍事政権によるクーデターにかかわり、1980年にはアルゼンチン陸軍の司令官に就任。この様な中でガルチェリは、1970年代に軍事政権によって行われた「汚い戦争」と呼ばれることになるペロニスタや左翼と見なされた国民の弾圧を実質的に指揮していくことになる。この過程で約3万人が死亡または行方不明になったとされている。

### 大統領就任
1981年12月にガルチェリは権力闘争の中でクーデターによりロベルト・エドゥアルド・ビオラを失脚させ、同国の大統領に就任する。ガルチェリの政治姿勢は前々任のホルヘ・ラファエル・ビデラや前任のビオラと比較しても更に強権的とされる一方、国内はハイパーインフレが続くなど政治・経済的混乱が増す一方であった。
この様な状況もありガルチェリは、1982年に入ると長年イギリスが実効支配していたアルゼンチン南部沖にあるマルビナス諸島（フォークランド諸島）に対する領有問題をクローズアップさせるようになる。これを受けアルゼンチン国内では領土問題が過熱し、国民の間では「政府がやらないなら義勇軍を組織してマルビナス諸島を奪還しよう」という動きにまで発展することになる。

### フォークランド紛争

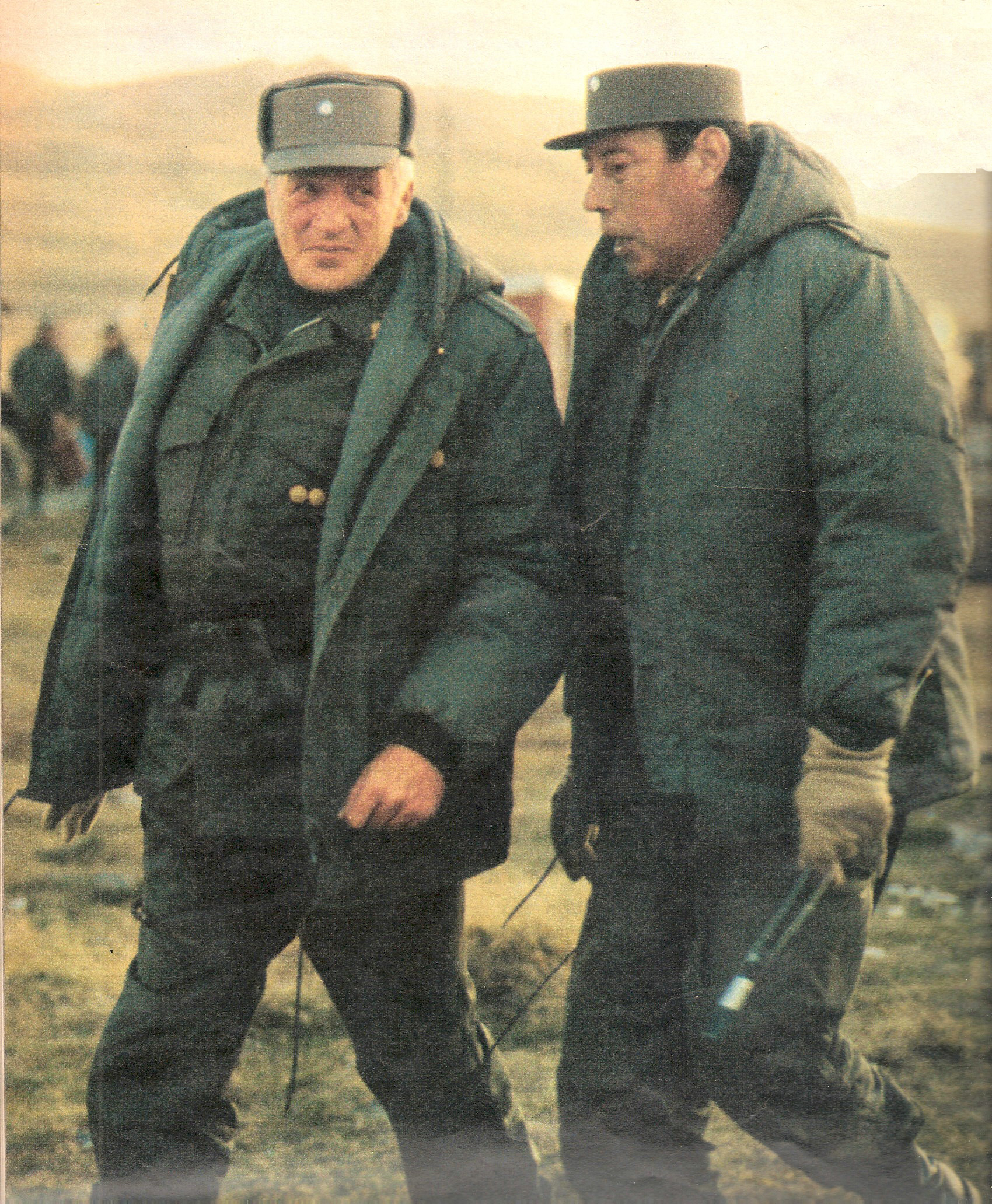
フォークランド諸島を訪問するガルチェリ（1982年）

同年4月にガルチェリは軍による総攻撃を命令し（フォークランド諸島侵攻）、まもなく同諸島の主都ポート・スタンリーを占領。緒戦ではアルゼンチンが多数のイギリス海軍艦艇を撃沈して戦いを有利に進めたが、イギリス軍が長距離爆撃機による空爆や陸戦、情報戦を駆使して反攻を始めると、一気に劣勢に陥った。アルゼンチンは紛争当時、反共の一環である「汚い戦争」により、アメリカとある程度の共闘関係にあったが、実質的には両国間に同盟関係は無く、ロナルド・レーガン政権は同盟国であるイギリスを支持した。また、ソビエト連邦を中心とする東側諸国からも、国内における左派弾圧の為にほとんど支援を得られなかった。更に、アルゼンチン同様軍事独裁政権だったチリのピノチェト政権が領土問題による対立からイギリスに味方するなど、ガルチェリの読みは大きく外れ、国際的に孤立することになる。
6月14日にイギリス陸軍がポート・スタンリーを包囲・制圧し、アルゼンチン軍は降伏。敗戦が決まった。

### 失脚
敗戦により政府の威信は完全に失墜し、国民の間では反軍感情がかつてなく高まった。6月16日に外務大臣と内務大臣がガルチェリに抗議して辞表を提出。翌17日に敗北の責任を問われ、大統領及び陸軍総司令官の辞任に追い込まれた。
失脚後、軍事法廷で「汚い戦争」とイギリスに対する敗北の責任を問われ、1986年5月に陸軍における地位を剥奪された上、刑務所に収監された。その後、1991年にカルロス・メネム大統領により恩赦を受けるまでの5年間を監獄で過ごした。2002年7月にも民事訴訟を起こされ有罪を宣告されたものの、健康状態の悪化を理由に自宅軟禁処分となった。
晩年は、ブエノスアイレスの病院に膵臓癌の治療を目的に収容されたが、2003年1月に心臓発作により76歳で死去した。